# Religieuses de Marie Immaculée missionnaires clarétines
Ne doit pas être confondu avec Religieuses de Marie Immaculée.
Les  religieuses de Marie Immaculée missionnaires clarétines (en latin : Congregationis Missionariarum Filiarum Immaculati Cordis B.V.M) sont une congrégation religieuse missionnaire féminine de droit pontifical. C'est le premier institut religieux fondé à Cuba.

## Histoire
La congrégation est fondée à Santiago de Cuba le 25 août 1855 par Marie Antonia París y Riera (1813-1885) et saint Antoine-Marie Claret (1807-1870) pour l'éducation chrétienne de la jeunesse. Le 27 avril 1855, elles reçoivent un rescrit du pape Pie IX qui les autorise à ériger un couvent de vœux solennels religieux sous la règle de saint Benoît et le 27 août 1855, Mère París fait profession religieuse entre les mains du fondateur ; le 3 septembre suivant, trois autres compagnes, María Josefa Caixal, María Gual y Antonia Gual s'unissent à elle.
D'autres couvent s'ouvrent bientôt (seulement cinq du vivant du fondateur) mais il n'est pas possible d'avoir un gouvernement centralisé comme prévu par Claret. Les représentants des différentes maisons se réunissent en 1895 puis en 1901 mais sans trouver de solution. L'institut est approuvé par Pie IX le 13 janvier 1899.
En 1914, le clarétain Philippe Moroto prépare un plan d'unification et entre le 5 et le 7 octobre 1919 les religieuses célèbrent le chapitre général présidé par Moroto, nommé visiteur apostolique qui approuve l'union.
Le 24 août 1920, le Saint-Siège approuve l'unification des monastères en une seule congrégation de vœux simples vœux et approuve les constitutions religieuses le 4 juillet 1922.
En plus de la fondatrice, deux religieuses de cet institut sont en procès de canonisation : Marie Patrocinio Giner Gomis (ca), religieuse martyre béatifiée en 2001 et Teresita Albarracín reconnue vénérable en 2010.

## Activités et diffusion
Les religieuses clarétines sont essentiellement missionnaires, par l'enseignement, la catéchèse et l'apostolat par la presse, à la fois aux croyants et aux non-croyants.
Elles sont présents en :
- Amérique : Argentine, Brésil, Colombie, États-Unis, Honduras, Mexique, Panama, Pérou, Salvador, Venezuela.
- Antilles : Cuba, République dominicaine.
- Europe : Belgique, Espagne, Italie, Pologne.
- Asie : Corée du Sud, Inde, Indonésie, Japon, Philippines, Sri Lanka, Timor oriental.
- Afrique : Cameroun, République démocratique du Congo, Nigéria.

La maison généralice se trouve à Rome.
En 2017, la congrégation comptait 467 sœurs dans 72 maisons.